# Ford Probe
Ford Probe var en sportscoupé fra Ford Motor Company. Bilen blev mellem sommeren 1988 og slutningen af 1992 bygget i Yokohama, Japan og mellem sommeren 1988 og slutningen af 1997 i Flat Rock, Michigan.
I slutningen af 1992 blev modellen grundlæggende modificeret. Det var planlagt at lukke hullet mellem Ford Mustang og resten af modelprogrammet. På længere sigt skulle modellen afløse Mustang.
Probe blev bygget i joint venture med Mazda og var baseret på Mazdas GD-platform (1988−1992) hhv. GE-platformen (1992−1997). Modellen var teknisk set identisk med Mazda 626.
I 1998 blev Ford Cougar introduceret som efterfølger for Probe.

## Probe '89 (1988−1992)
I august 1988 begyndte produktionen af den første Ford Probe (internt: Probe '89), som kom på det nordamerikanske marked i slutningen af 1988.
Modellen blev ikke solgt officielt i Europa. Ford importerede dog fra december 1990 en række biler, som var beregnet til USA. Disse blev ombygget ved indbygning af gearkasseoliekøler, baglygter med gule blinklys, fjernelse af den tredje bremselygte, afbrydelse af dagkørelyset og montering af slæbeøjer og solgt af tyske Ford-forhandlere. Det var dog kun modellen GT med 2,2-liters turbomotor med 108 kW (147 hk).

### Motorer
| Model        | Cylindre | Ventiler | Slagvolume cm³ | Max. effekt kW (hk) / omdr. | Max. drejningsmoment Nm / omdr. | 0-100 km/t sek. | Topfart km/t | Byggeår     |
| ------------ | -------- | -------- | -------------- | --------------------------- | ------------------------------- | --------------- | ------------ | ----------- |
| 2.2 GL/LX    | 4        | 12       | 2169           | 83 (113) / 4700             | 180 / 3000                      |                 | 190          | 1989 − 1992 |
| 2.2 GT Turbo | 4        | 12       | 2169           | 108 (147) / 4300            | 258 / 3500                      | 8,6             | 210          | 1989 − 1992 |
| 3.0 LX       | 6        | 12       | 2986           | 104 (141) / 4800            | 217 / 3000                      | 9,2             | 209          | 1990 − 1992 |

### Udstyr
Bilen var som standard udstyret med en hastighedsafhængig regulering af undervognen og servostyringen. I Tyskland var udstyret omfangsrigere med bl.a. ABS, el-ruder, centrallåsesystem, el-justerbare sidespejle såvel som elektriske sikkerhedsseler. Mod merpris kunne modellen fås med klap- og udtagbart glastag, klimaanlæg og metallak.
Flere i Nordamerika solgte ekstraudstyrsdetaljer kunne dog ikke fås i Tyskland, herunder læderindtræk, tredje bremselygte, digitalt speedometer, kørecomputer med VMM (Vehicle Maintance Monitor, serviceindikator), fartpilot og Premium-lydsystemet bestående af dobbelt DIN-radio med kassettebåndoptager og cd-afspiller, forstærker og subwoofer. På den nordamerikanske udgave var også dørlåsene og makeup-spejlet belyst, førersædet elektrisk justerbart og klimaanlægget elektrisk justerbart. I Canada kunne bilen derudover fås med helt rødt eller helt blåt kabineudstyr.

## Probe '92 (1992−1997)
Heller ikke den i slutningen af 1992 introducerede anden generation af Probe var i første omgang beregnet til det europæiske marked. Alle fra juli 1993 i Tyskland af Ford-forhandlerne solgte biler blev ligesom forgængeren importeret af Ford og ombygget specielt til tyske forhold. Først i 1994 blev der introduceret en europæisk version (ECP), som dog kun fandtes med femtrins manuel gearkasse.

### Motorer
| Model | Cylindre | Ventiler | Slagvolume cm³ | Max. effekt kW (hk) / omdr. | Max. drejningsmoment Nm / omdr. | 0-100 km/t sek. | Topfart km/t | Byggeår     |
| ----- | -------- | -------- | -------------- | --------------------------- | ------------------------------- | --------------- | ------------ | ----------- |
| 2.0   | 4        | 16       | 1991           | 85 (115) / 5500             | 170 / 4500                      | 10,6            | 204          | 1992 − 1997 |
| 2.5   | 6        | 24       | 2497           | 120 (163) / 5500            | 216 / 4850                      | 8,5             | 220          | 1993 − 1997 |

### Udstyr
Udstyret var lige så omfangsrigt som i første generation, udover servostyring havde bilen centrallåsesystem, el-ruder, højdejusterbart rat, lædergearknop, el-justerbare og opvarmelige sidespejle og forrudevisker med variabelt viskerinterval. Kabinen havde sportsforsæder med lændehvirvelstøtte, delt bagsæde (50:50) og klimaanlæg (2,5). Fra 1994 havde bilen derudover alarmanlæg med startspærre, digitalur og sideblinklys i frontskørterne. Sikkerhedsudstyret omfattede som standard ABS og førerairbag, og fra 1994 også passagerairbag.
Mod merpris kunne modellen fås med metallak, elektrisk skydetag, og fra 1995 også en i bilens farve lakeret hækspoiler, og en læderpakke i specialmodellen Medici.